# Bring Me the Horizon
Bring Me the Horizon – brytyjski zespół wykonujący szeroko pojętą muzykę rockową (we wczesnej działalności deathcore oraz metalcore) założony w Sheffield.

## Historia
Zespół stworzyli w roku 2004 członkowie lokalnych grup. Nazwa zespołu pochodzi z filmu Piraci z Karaibów: Klątwa Czarnej Perły, w którym kapitan Jack Sparrow wypowiada zdanie „Now... bring me that horizon”. Słowo „that” zostało zastąpione „the” i od tego czasu oficjalna nazwa zespołu to „Bring Me the Horizon”.

### This is What the Edge of Your Seat Was Made For
Zadebiutowali we wrześniu 2004 roku EP-ką This Is What the Edge of Your Seat Was Made For wydaną w Thirty Days of Night Records, zaś na początku 2005 przez Visible Noise. Płyta zawiera 4 piosenki, do utworu „Traitors Never Play Hangman” został nagrany pierwszy teledysk w historii grupy. Zespół został laureatem nagrody "Best British Newcomer" na ceremonii Kerrang! Awards 2006.

### Count Your Blessings
Pierwszy album studyjny Count Your Blessings został wydany 30 października 2006 roku w Wielkiej Brytanii oraz 14 sierpnia w Stanach Zjednoczonych. Na krążku znalazło się 10 piosenek (w tym 2 instrumentalne) oraz w wersji rozszerzonej „Eyeless”, czyli cover utworu grupy Slipknot. Promują go 2 klipy. Pierwszy do utworu „Pray for Plagues” (w reżyserii Kenny'ego Lindströma), drugi do „For Stevie Wonder’s Eyes Only (Braille)” (w reżyserii Perrone Salvatore).
Po wydaniu krążka zespół wyruszył na listopadową trasę po Wielkiej Brytanii oraz dołączył do trasy Lostprophets i The Blackout. W styczniu 2007 roku zespół zastąpił Bury Your Dead jako support na europejskiej trasie Killswitch Engage. W marcu i kwietniu 2007 roku odbyli kolejną trasę po Wielkiej Brytanii jako headliner. W czerwcu tego samego roku wystąpili na Download Festival. W listopadzie wystąpili w mini trasie koncertowej Gigantour wraz z Megadeth, Static-X, Lacuna Coil oraz DevilDriver – zagrali 3 koncerty w Australii.

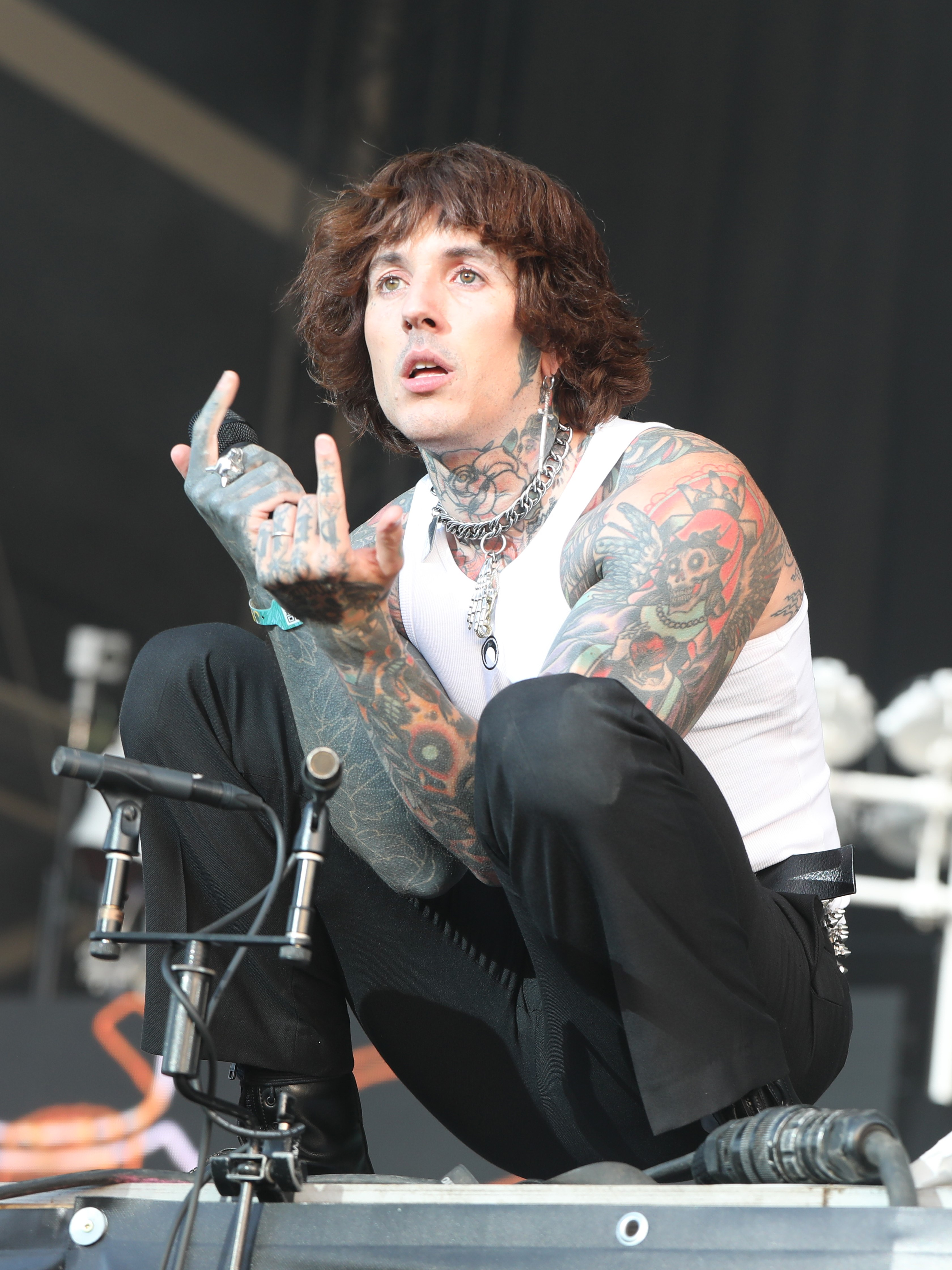
Oli Sykes (2022)

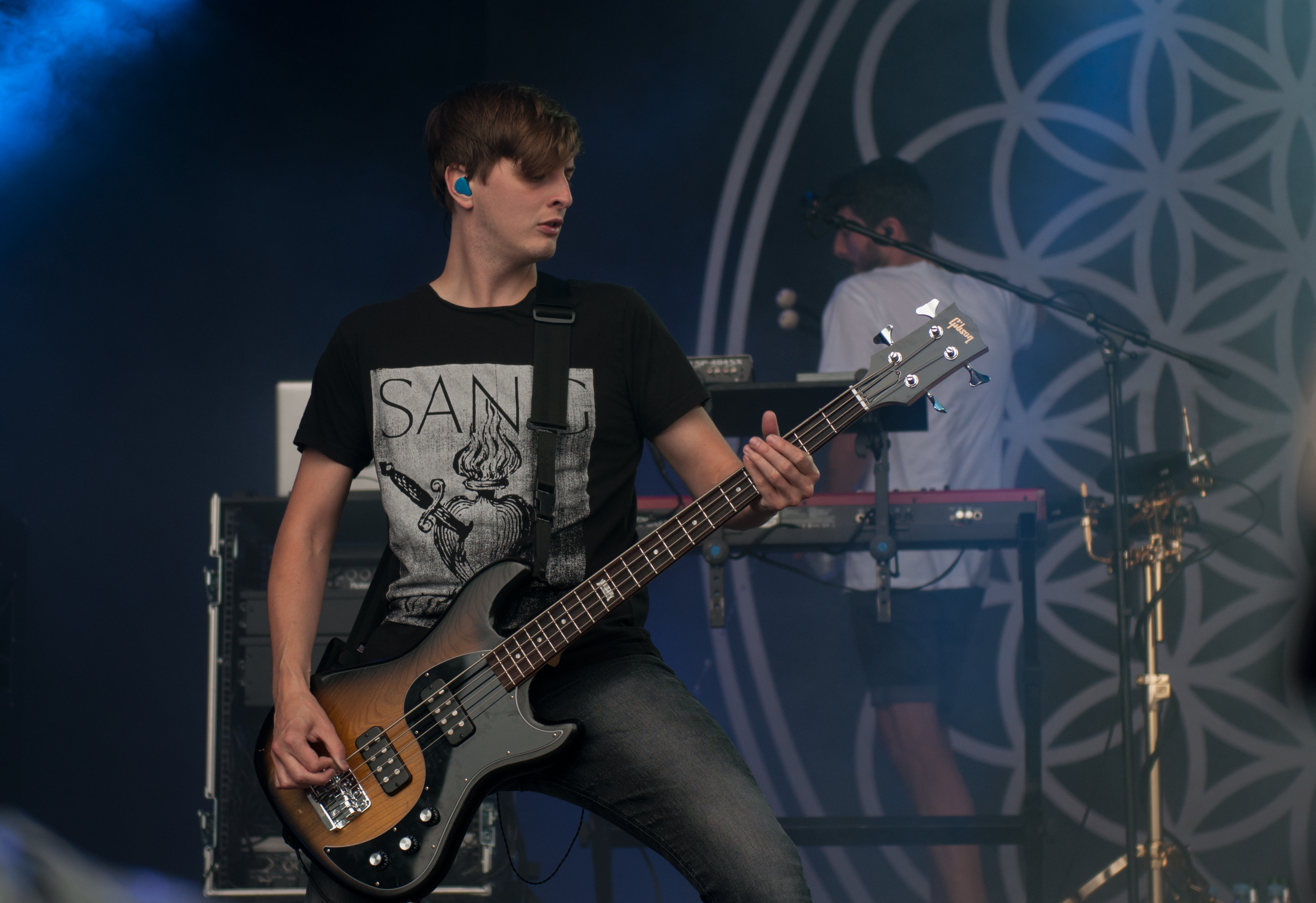
Matt Kean (2014)

### Suicide Season
Na początku 2008 roku zespół zaczął pracę nad nowym materiałem. W kwietniu i maju, w szwedzkiej miejscowości Arboga pod okiem Fredrika Nordström’a (producent m.in. I Killed the Prom Queen, Dimmu Borgir, In Flames, Opeth itd.) nagrali drugi album studyjny, który został zatytułowany Suicide Season. Krążek ten został wydany 29 września 2008 roku przez Visible Noise w Europie, zaś w Stanach Zjednoczonych 28 listopada w Epitaph Records. Płyta zagościła na 47. miejscu na brytyjskiej liście sprzedaży, 28 na australijskiej oraz 107. miejscu na liście Billboard 200 – osiągając w pierwszym tygodniu nakład 6 621 sprzedanych kopii. Na płycie gościnnie wystąpili wokaliści JJ Peters z Deez Nuts (w utworze „Football Season Is Over”), Sam Carter z Architects („The Sadness Will Never End”) oraz Luis Dubuc z The Secret Handshake (sample w „Chelsea Smile”). Wydawnictwo promowały cztery teledyski: „The Comedown”, „Chelsea Smile”, „Diamonds Aren’t Forever” oraz „The Sadness Will Never End”.
Promując płytę grupa wystąpiła jako headliner w Wielkiej Brytanii, Stanach Zjednoczonych oraz Europie. Trasy odbyły się wraz z zespołami The Red Shore, Deez Nuts, The Secret Handshake, Dead Swans, The Legacy, Misery Signals, Johnny Truant, The Ghost Inside i Confide. Wystąpili również podczas Taste of Chaos 2009 w Ameryce północnej z Thursday, Cancer Bats, Four Year Strong i Pierce the Veil.

### Zmiana składu
W marcu 2009 roku niespodziewanie zespół opuścił gitarzysta Curtis Ward. W maju tego samego roku gitarzysta Jona Weinhofen (I Killed the Prom Queen, ex Bleeding Through) dołączył w zastępstwie, ale w lipcu został oficjalnym członkiem Bring Me the Horizon.

### There Is a Hell, Believe Me I’ve Seen It. There Is a Heaven, Let’s Keep It a Secret
Nowa płyta zatytułowana There Is a Hell, Believe Me I’ve Seen It. There Is a Heaven, Let’s Keep It a Secret miała premierę 4 października 2010.

### Sempiternal
14 stycznia 2013 roku gitarzysta Jona Weinhofen opuścił zespół, podczas gdy Jordan Fish został ogłoszony oficjalnym członkiem. Nowy albumu grupy, zatytułowany Sempiternal, ukazał się 1 kwietnia tego samego roku.

### That’s the Spirit
21 października 2014 roku zespół wydał singiel "Drown". Tydzień później ukazał się singiel "Don't Look Down" wydany jako część reedycji ścieżki dźwiękowej filmu Drive. 13 lipca 2015 roku ukazał się singiel "Happy Song". 21 lipca ujawniono tytuł nowego albumu – That’s the Spirit. Tego samego dnia zespół umieścił w internecie drugi utwór zapowiadający płytę o tytule „Throne”, oraz ogłoszono datę wydania albumu na 11 września 2015 roku.24 sierpnia opublikowano kolejny utwór z nowego albumu pod tytułem „True Friends”.
Album zadebiutował na drugim miejscu listy Billboard 200. Jest to najwyższa pozycja na tej liście, zdobyta przez BMTH w pierwszym tygodniu sprzedaży.

### Amo
W sierpniu 2018 w dużych miastach na całym świecie pojawiły się tajemnicze plakaty z hasłem „do you wanna start a cult with me?” i dawnym logo zespołu, heksagramem. 21 sierpnia został wydany główny singel pt. „Mantra”, zapowiadający album pod tytułem Amo na 11 stycznia 2019. 21 października wydano drugi singiel „Wonderful Life” z gościnnym udziałem Daniego Filtha, podano do wiadomości tracklistę oraz zmieniono datę wydania płyty na 25 stycznia. W następnej kolejności opublikowano piosenkę „Medicine” (3 stycznia 2019), a następnie piosenkę „Mother Tongue” (23 stycznia 2019). W przeddzień wydania płyty opublikowano utwór „Nihilist Blues” z udziałem Grimes. Tytuły piosenek, jak i nazwa albumu pojawiają się w stylizowanej pisowni samymi małymi literami (z wyjątkiem singla „Mantra”, którego tytuł zapisywany jest cały wielkimi literami).
Utwór „Mantra” został nominowany do nagrody najlepszej piosenki rockowej na 61 gali Grammy.

## Muzycy
| Obecny skład zespołu - Matt Kean – gitara basowa (od 2004) - Lee Malia – gitara, wokal wspierający (od 2004) - Matt Nicholls – perkusja (od 2004) - Oliver Sykes – wokal prowadzący (od 2004), instrumenty klawiszowe (2004-2012) Muzycy koncertowi - John Jones – gitara, wokal wspierający (od 2014) |  | Byli członkowie zespołu - Curtis Ward – gitara (2004–2009) - Jona Weinhofen – gitara, wokal wspierający (2009–2013) - Jordan Fish – instrumenty klawiszowe, wokal wspierający (2013-2023) Byli muzycy koncertowi - Dean Rowbotham – gitara (2009) - Dan Searle – perkusja (2011) - Robin Urbino – gitara (2013) - Tim Hillier-Brook – gitara (2013) - Brendan MacDonald – gitara, wokal wspierający (2013-2014) |

## Dyskografia

### Albumy
| 2006                       | Count Your Blessings - Data: 30 października 2006 - Wydawca: Visible Noise                                                                                | –  | –  | –  | –  | –  | –  | –  | –  | –   |                                                         |
| 2008                       | Suicide Season - Data: 29 września 2008 - Wydawca: Visible Noise, Epitaph Records                                                                         | –  | –  | –  | 28 | –  | 99 | –  | 47 | 107 |                                                         |
| 2010                       | There Is a Hell, Believe Me I’ve Seen It. There Is a Heaven, Let’s Keep It a Secret - Data: 4 października 2010 - Wydawca: Visible Noise, Epitaph Records | –  | –  | 52 | 1  | –  | –  | –  | 13 | 17  | - UK: srebrna płyta                                     |
| 2013                       | Sempiternal - Data: 1 kwietnia 2013 - Wydawca: RCA Records, Epitaph Records                                                                               | 84 | 69 | 22 | 1  | 10 | –  | 27 | 3  | 11  | - UK: złota płyta - AUS: złota płyta - USA: złota płyta |
| 2015                       | That’s the Spirit - Data: 11 września 2015 - Wydawca: Sony Music Entertainment, Columbia Records                                                          | 30 | 8  | 6  | 1  | 2  | 5  | 8  | 2  | 2   | - UK: złota płyta - AUS: złota płyta - POL: złota płyta |
| 2019                       | Amo - Data: 25 stycznia 2019 - Wydawca: Sony Music Entertainment, RCA Records                                                                             | 49 | –  | 3  | 1  | 9  | –  | 19 | 1  | 14  | - UK: złota płyta - POL: złota płyta                    |
| 2024                       | Post Human: Nex Gen - Data: 24 maja 2024 - Wydawca: Sony Music Entertainment, RCA Records                                                                 | 51 | 6  | 4  | 4  | 8  | 14 | 14 | 2  | 36  |                                                         |
| „–” album nie był notowany | |    |    |    |    |    |    |    |    |     |                                                         |

### Minialbumy
| 2004                           | This Is What the Edge of Your Seat Was Made For - Data: 2 października 2004 - Wydawca: Thirty Days of Night | - |                                      |
| 2012                           | The Chill Out Sessions - Data: 22 listopada 2012 - Wydawca: Bring Me the Horizon                            | – |                                      |
| 2019                           | Music to Listen To... - Data: 27 grudnia 2019 - Wydawca: Sony Music Entertainment, RCA Records              | – |                                      |
| 2020                           | Post Human: Survival Horror - Data: 30 października 2020 - Wydawca: Sony Music Entertainment, RCA Records   | 1 | - UK: złota płyta - POL: złota płyta |
| „–” pozycja nie była notowana. | |   |                                      |

### Albumy kompilacyjne
| Rok  | Tytuł                                                            |
| ---- | ---------------------------------------------------------------- |
| 2017 | 2004 - 2013 - Data: 24 listopada 2017 - Wydawca: Epitaph Records |

### Remix albumy
| Rok  | Tytuł                                                                     |
| ---- | ------------------------------------------------------------------------- |
| 2009 | Suicide Season: Cut Up! - Data: 2 listopada 2009 - Wydawca: Visible Noise |

## Nagrody i wyróżnienia
| Rok  | Nagroda                         | Kategoria                 | Tytułem                                                                              | Uwagi     |
| ---- | ------------------------------- | ------------------------- | ------------------------------------------------------------------------------------ | --------- |
| 2006 | Kerrang! Awards                 | Best British Newcomer     | Bring Me the Horizon                                                                 | Laur      |
| 2007 | Metal Hammer Golden Gods Awards | Best U.K. Band            | Bring Me the Horizon                                                                 | Nominacja |
| 2008 | Kerrang! Awards                 | Best British Band         | Bring Me the Horizon                                                                 | Nominacja |
| 2009 | Kerrang! Awards                 | Best British Band         | Bring Me the Horizon                                                                 | Nominacja |
| 2009 | Metal Hammer Golden Gods Awards | Breakthrough Artist       | Bring Me the Horizon                                                                 | Nominacja |
| 2010 | Metal Hammer Golden Gods Awards | Best UK Band              | Bring Me the Horizon                                                                 | Nominacja |
| 2011 | Metal Hammer Golden Gods Awards | Best UK Band              | Bring Me the Horizon                                                                 | Nominacja |
| 2011 | Kerrang! Awards                 | Best Single               | Blessed with a Curse                                                                 | Nominacja |
| 2011 | Kerrang! Awards                 | Best British Band         | Bring Me the Horizon                                                                 | Nominacja |
| 2011 | Kerrang! Awards                 | Best Album                | There Is a Hell, Believe Me I’ve Seen It. There Is a Heaven, Let’s Keep It a Secret. | Laur      |
| 2012 | Kerrang! Awards                 | Best Video                | Alligator Blood                                                                      | Laur      |
| 2013 | Kerrang! Awards                 | Best Single               | Shadow Moses                                                                         | Nominacja |
| 2013 | Kerrang! Awards                 | Best Video                | Shadow Moses                                                                         | Nominacja |
| 2013 | Kerrang! Awards                 | Best Album                | Sempiternal                                                                          | Nominacja |
| 2013 | Kerrang! Awards                 | Best British Band         | Bring Me the Horizon                                                                 | Laur      |
| 2013 | Metal Hammer Golden Gods Awards | Best UK Band              | Bring Me the Horizon                                                                 | Nominacja |
| 2014 | Metal Hammer Golden Gods Awards | Best UK Band              | Bring Me the Horizon                                                                 | Nominacja |
| 2015 | Metal Hammer Golden Gods Awards | Best UK Band              | Bring Me the Horizon                                                                 | Laur      |
| 2016 | Kerrang! Awards                 | Best British Band         | Bring Me the Horizon                                                                 | Nominacja |
| 2016 | UK Music Video Awards           | Best Rock/Indie Video     | True Friends                                                                         | Nominacja |
| 2017 | NME Awards                      | Best Live Band            | Bring Me the Horizon                                                                 | Nominacja |
| 2017 | NME Awards                      | Music Moment of the Year  | Bring Me the Horizon                                                                 | Nominacja |
| 2019 | Grammy Awards                   | Best Rock Song            | Mantra                                                                               | Nominacja |
| 2019 | Kerrang! Awards                 | Best Album                | Amo                                                                                  | Nominacja |
| 2019 | Kerrang! Awards                 | Best British Band         | Bring Me the Horizon                                                                 | Laur      |
| 2020 | Grammy Awards                   | Best Rock Album           | Amo                                                                                  | Nominacja |
| 2020 | BRIT Awards                     | Best Group                | Bring Me the Horizon                                                                 | Nominacja |
| 2020 | NME Awards                      | Best Band in the World    | Bring Me the Horizon                                                                 | Nominacja |
| 2022 | NME Awards                      | Best Band in the World    | Bring Me the Horizon                                                                 | Nominacja |
| 2022 | NME Awards                      | Best Live Act             | Bring Me the Horizon                                                                 | Nominacja |
| 2024 | BRIT Awards                     | Best Rock/Alternative Act | Bring Me the Horizon                                                                 | Laur      |